# Heilsarmee
Heilsarmee são uma banda suíça que irá representar a Suíça no Festival Eurovisão da Canção 2013. O grupo é constituído por seis solodados do Exército de Salvação.

## Discografía
- "You and Me"[3]

## Ligações Externas
- Página oficial